# Misteri di Alleghe
I misteri di Alleghe è un termine giornalistico per riferirsi a una serie di cinque omicidi commessi dal 1933 al 1946 nei pressi dell'omonimo lago e all'interno di un albergo del vicino paese. Il caso divenne noto dopo la pubblicazione di un omonimo libro scritto dal giornalista Sergio Saviane nel 1964, anticipato da un suo articolo pubblicato su Il Lavoro Illustrato nel 1952; dall'inchiesta giornalistica scaturì un'indagine investigativa condotta dai carabinieri che si concluse con l'arresto e la successiva condanna dei responsabili.

## Storia
Il 9 maggio 1933, Emma De Ventura, una cameriera dell'albergo Centrale di Alleghe, venne trovata morta in una delle stanze che stava rassettando; a dare l'allarme era stata Adelina, figlia dei proprietari dell'albergo, che sconvolta si era precipitata a chiedere aiuto in strada: avventori, clienti, curiosi, avevano atteso l'arrivo delle forze dell'ordine, del medico legale e delle autorità civili e militari oltre che del segretario politico del Fascio Raniero Massi.
I proprietari dell'albergo affermarono che si era suicidata, versione sostenuta anche dal parroco e dal medico condotto, che per primo effettuò i rilievi. Dalla ricostruzione emerse che la ragazza si era uccisa ingerendo della tintura di iodio: avendole ciò provocato forti dolori, la giovane aveva affrettato la morte tagliandosi la gola con un rasoio. La bottiglietta del veleno fu tuttavia trovata chiusa e posizionata sopra un mobile mentre il rasoio venne rinvenuto sul comodino, a qualche metro dal cadavere. A seguito dell'autopsia fu riscontrata nello stomaco la presenza di tintura di iodio e venne quindi confermata la tesi del suicidio, per cui il caso venne archiviato.
Aldo Da Tos, macellaio, si sposò in seguito con Carolina Finazzer, in un matrimonio forse combinato tra le due ricche famiglie: essi tuttavia fecero ritorno a casa a poco tempo dalla partenza per la luna di miele progettata a Roma e in Veneto, interrompendola prima del previsto; la sposa chiamò la madre chiedendole di venire a prenderla ad Alleghe il giorno dopo, ma il 4 dicembre 1933 venne trovata morta nelle acque dell'imbarcadero.
 Si ipotizzò inizialmente che fosse depressa e che soffrisse di sonnambulismo e fosse quindi caduta accidentalmente nel lago. Sul corpo sarebbero poi stati trovati dei lividi che per il medico legale erano i primi segni della putrefazione incipiente nonostante fossero passate poche ore dalla morte e le acque in cui era stato rinvenuto il cadavere fossero molto fredde, ma le perizie del medico condotto e la successiva autopsia confermarono la morte per annegamento e fu quindi dichiarato che si trattava di suicidio, per cui il caso venne archiviato.
Il 18 novembre 1946, sempre ad Alleghe, in piena notte, i coniugi Del Monego, Luigi e Luigia, vennero uccisi a colpi di pistola nel vicolo La Voi mentre stavano tornando a casa dopo aver ritirato l'incasso e chiuso il loro negozio. Non ci furono testimoni e nessuno fece caso ai colpi sparati in quanto la guerra era finita da poco e non era strano sentire qualche colpo di arma da fuoco. Il giorno dopo furono trovati i loro corpi, ma non l'incasso, inoltre alla donna mancavano gli orecchini. Del delitto venne inizialmente accusato Luigi Verocai, un latitante evaso dal carcere prima della condanna in contumacia per un altro omicidio dal quale sarebbe stato poi assolto nel 1949; Verocai venne arrestato ma poi prosciolto dalle accuse in fase di istruttoria e il delitto fu archiviato come omicidio a scopo di rapina a carico d'ignoti.

### Primo processo e indagini
Nel processo celebratosi negli anni cinquanta, l'accusa fu sostenuta da Marino Vernier, sostituto procuratore della Repubblica a Belluno. 
Un brigadiere dei carabinieri ad Auronzo, Ezio Cesca, dopo aver letto l'articolo che Saviane aveva scritto nel 1953 sulla vicenda, espose i suoi dubbi ai superiori, che decisero l'apertura di un'indagine. Il brigadiere si recò quindi in incognito ad Alleghe, trovando lavoro come operaio e, frequentando le osterie, raccolse quanto si raccontava in giro scoprendo che i coniugi Del Monego sarebbero stati uccisi per qualcosa che avevano visto; venne fatto il nome di Giuseppe Gasperin; Cesca riuscì a conoscerlo e ne divenne amico tanto che Gasperin giunse a confidargli che nel vicolo La Voi abitava una signora, Corona Valt, che poteva sapere qualcosa sull'omicidio della coppia. Per arrivare alla Valt, Cesca si spinse persino a fidanzarsi con la nipote e, dopo qualche tempo, l'anziana donna gli confidò che la notte del delitto aveva visto tre persone nel vicolo, una delle quali era Giuseppe Gasperin. Per far confessare Gasperin, Cesca propose a questi di partecipare a un affare nel quale sarebbero serviti uomini in grado di sparare; Gasperin accettò confidandogli che lui aveva già ucciso. A seguito di ciò, Gasperin fu convocato in caserma dove venne arrestato; qui, interrogato, rivelò i nomi dei responsabili dei delitti portando, nel 1958, all'arresto di Pietro De Biasio, il marito di Adelina, e di Aldo da Tos e, pochi mesi dopo, anche di Adelina Da Tos, accusata di aver ucciso Emma De Ventura. 
La serie di omicidi aveva preso l'avvio da un trascorso della signora Elvira Riva, la proprietaria dell'albergo Centrale e di altri immobili in tutta Alleghe, la quale si era sposata con Fiore Da Tos, un bracciante povero, più giovane di lei di undici anni, nonostante fosse già incinta di un altro uomo; Fiore fece partorire Elvira a Mirano, dove era nata, lasciando poi il bambino, di nome Umberto Giovanni, a Venezia da una conoscente, affinché lo allevasse a sue spese. Il bambino, una volta cresciuto, giunse però ad Alleghe per reclamare la sua parte di eredità e venne per questo ucciso; il cadavere, dapprima accantonato poi forse eliminato con gli scarti della macelleria di Aldo da Tos, non fu mai ritrovato dagli inquirenti. 
Dal matrimonio di Elvira e Fiore nacquero due figli: prima Adelina, che avrebbe lavorato nella struttura di famiglia e in seguito avrebbe sposato Pietro De Biasio, poi Aldo, che sarebbe stato poi titolare della macelleria all'angolo della piazza.
Casualmente la cameriera Emma De Ventura avrebbe in seguito scoperto il corpo del figlio spurio nelle cantine dell'albergo ed era stata quindi uccisa affinché non parlasse.
Successivamente Carolina Finazzer, la moglie di Aldo, fu invece strangolata dal cognato, Pietro De Biasio, con l'aiuto dei fratelli Da Tos, perché durante il viaggio di nozze il marito le aveva parlato dell'omicidio della cameriera e lei non aveva reagito come lui si aspettava, dando invece segni di paura, cosicché i Da Tos avevano deciso di eliminarla.
I coniugi Del Monego erano stati poi uccisi perché da giovani, la notte del 4 dicembre 1933, avevano visto Aldo portare in spalla il corpo della moglie morta verso il lago e, dopo tredici anni, avevano deciso di denunciarli, venendo quindi uccisi nel vicolo da Aldo Da Tos, Pietro De Biasio e Giuseppe Gasperin.

## Processi
Dopo il processo durato sei mesi, con 33 udienze, l'8 giugno 1960, la Corte d'Assise di Belluno riconobbe colpevoli Aldo e Adelina Da Tos e Pietro De Biasio, condannandoli all'ergastolo. Aldo e Pietro furono dichiarati colpevoli della morte di Carolina Finazzer e dei coniugi Del Monego, Adelina solo della morte della Finazzer; l'omicidio di Emma De Ventura era invece caduto in prescrizione. Giuseppe Gasperin venne condannato a trent'anni di cui sei condonati per aver contribuito, con la sua confessione, ad arrestare gli altri responsabili.
Durante il processo d'appello nel 1964, anche i Da Tos e De Biasio confessarono di aver partecipato agli omicidi ma la pena di primo grado venne confermata e successivamente anche la Corte di Cassazione confermò le precedenti sentenze, il 4 febbraio 1964.
Aldo Da Tos e Pietro De Biasio morirono in carcere. Adelina Da Tos venne graziata nel 1981 dal Presidente della Repubblica Sandro Pertini a 73 anni e morì nel 1988.

## Controversie
La ricostruzione giudiziaria e giornalistica è stata oggetto di critiche nel libro di Toni Sirena I delitti di Alleghe: le verità oscurate, uscito nel 2008. Nel libro l'autore espone, sulla base delle carte giudiziarie, i propri dubbi sulla colpevolezza della famiglia Da Tos: questo, nonostante la condanna all'ergastolo per Adelina e Aldo Da Tos e Pietro De Biasio sia stata confermata in tutti i gradi di giudizio.

## Influenza culturale

### Cinema
- La donna del lago, regia di Luigi Bazzoni e Franco Rossellini (1965) - il film è ispirato all'omonimo romanzo di Comisso che a sua volta riprende le vicende dei primi due delitti.

### Televisione
- Buio nella valle, regia di Giuseppe Fina – miniserie TV (1984)
- Blu notte - Misteri italiani – programma TV, puntata 3x08 (2000)

### Libri
- La donna del lago (romanzo) (1962) di Giovanni Comisso
- I misteri di Alleghe (1964) di Sergio Saviane
- I segreti del lago (2001) di Pietro Ruo
- La montagna assassina. Innocenti e colpevoli dei "delitti di Alleghe" (2010) di Toni Sirena